# 王新衡
王新衡（1908年2月19日—1987年1月5日），名兆壎，學名心恒，字子常，又號新衡，浙江省慈谿縣河頭市人，慈水王氏，中華民國陸軍少將。

## 生平[1]
出自慈水王氏。1925年春，入读上海大学。大学期间，积极参加学生活动。因参加中国国民党地下组织活动，遭军阀孙传芳通缉。1926年，经中国国民党上海特别党部派遣，赴苏联留学，入读莫斯科中山大学，与蒋经国是同学。
1930年，学成回国，在南京创办苏俄评论社，并有《苏俄评论》（月刊）杂志社。1932年，弃文从军，加入国民政府军事委员会，担任国民政府军事委员会政训研究班第一期指导员。曾任南昌行营调查科驻武汉负责人，豫鄂皖三省剿匪总司令部秘书，兼任秘书处第三科科长。后成为蒋中正贴身幕僚，担任国民政府军事委员会委员长西安行营第二处处长，少将军衔。在西安事变中，遭扣押。
抗日战争爆发，转调香港，担任国民政府军事委员会调查统计局香港特别区区长（少将），第二处处长（少将）。后回上海，担任中华民国行政院上海特别市统一委员会秘书长。1945年后，先后担任保密局上海站站长，上海特别市政府参事兼处长。1948年2月，经上海市选区选举为立法委员。
1949年，二度赴香港，担任中国国民党南方执行部筹备委员，后代理主任委员职务。1950年，在香港被行刺受伤。旋即转赴台湾。
在台湾担任立法院外交委员会委员。后弃政从商，担任亚洲水泥董事长、远东纺织常务董事等职务。与阮毅成为世交。王新衡與蔣經國、張學良關係很深，他們與張群、張大千組成「三張一王」的「轉轉會」，輪流各家吃喝:40。
1987年1月5日逝世。

## 著作
- 俄国 阿戈比可夫，《切卡的工作》，王新衡 译
- 王新衡致袁义明信札

## 延伸阅读
- 迤邐文林二十年──歐華作協成立二十週年紀念文集